# Renato Cattaneo
Renato Cattaneo  (26. října 1903, Alessandria Italské království — 25. června 1974, Alessandria, Itálie) byl italský fotbalový útočník a později trenér.
Fotbal začal hrát v roce 1919 za místní klub Alessandria. Za místní
klub odehrál celkem za 14 sezon (z toho 13 v nejvyšší lize) 306 utkání a vstřelil 136 branek (rekord v klubu). Až ve věku 32 let přestoupil na dvě sezony do AS Řím. Fotbalovou kariéru zakončil v sezoně 1939/40 v druholigovém klubu Sanremese.
V reprezentací si prvně zahrál i trefil branku 25. ledna 1931 Francii (5:0). Byl i členem vítězného mužstva na MP 1933–1935, i když odehrál jedno utkání proti Československu (1:2).
Po fotbalové kariéře se stal trenérem, ale žádného velikého úspěchu nedosáhl. Zemřel v roce 1974 ve věku 70 let na srdeční selhání. Je po něm pojmenováno hřiště v Alessandrii.

## Hráčská statistika
| Sezóna  | Klub        | Liga      | Liga   | Liga | Ligové poháry | Ligové poháry | Ligové poháry | Kontinentální poháry | Kontinentální poháry | Kontinentální poháry | Celkem | Celkem |
| Sezóna  | Klub        | Soutěž    | Zápasy | Góly | Soutěž        | Zápasy        | Góly          | Soutěž               | Zápasy               | Góly                 | Zápasy | Góly   |
| ------- | ----------- | --------- | ------ | ---- | ------------- | ------------- | ------------- | -------------------- | -------------------- | -------------------- | ------ | ------ |
| 1922/23 | Alessandria | 1. Divize | 3      | 1    | -             | 0             | 0             | -                    | 0                    | 0                    | 3      | 1      |
| 1923/24 | Alessandria | 1. Divize | 0      | 0    | -             | 0             | 0             | -                    | 0                    | 0                    | 0      | 0      |
| 1924/25 | Alessandria | 1. Divize | 20     | 9    | -             | 0             | 0             | -                    | 0                    | 0                    | 20     | 9      |
| 1925/26 | Alessandria | 1. Divize | 25     | 14   | -             | 0             | 0             | -                    | 0                    | 0                    | 25     | 14     |
| 1926/27 | Alessandria | 1. Divize | 15     | 9    | IP            | 1             | 8             | -                    | 0                    | 0                    | 16     | 17     |
| 1927/28 | Alessandria | 1. Divize | 31     | 21   | -             | 0             | 0             | -                    | 0                    | 0                    | 31     | 21     |
| 1928/29 | Alessandria | 1. Divize | 28     | 12   | -             | 0             | 0             | -                    | 0                    | 0                    | 28     | 12     |
| 1929/30 | Alessandria | Serie A   | 33     | 9    | -             | 0             | 0             | -                    | 0                    | 0                    | 33     | 9      |
| 1930/31 | Alessandria | Serie A   | 22     | 9    | -             | 0             | 0             | -                    | 0                    | 0                    | 22     | 9      |
| 1931/32 | Alessandria | Serie A   | 32     | 12   | -             | 0             | 0             | -                    | 0                    | 0                    | 32     | 12     |
| 1932/33 | Alessandria | Serie A   | 31     | 12   | -             | 0             | 0             | -                    | 0                    | 0                    | 31     | 10     |
| 1933/34 | Alessandria | Serie A   | 34     | 12   | -             | 0             | 0             | -                    | 0                    | 0                    | 34     | 12     |
| 1934/35 | Alessandria | Serie A   | 29     | 16   | -             | 0             | 0             | -                    | 0                    | 0                    | 29     | 16     |
| 1935    | Řím         | Serie A   | 24     | 0    | -             | 0             | 0             | Stř.P                | 2                    | 1                    | 2      | 1      |
| 1935/36 | Řím         | Serie A   | 28     | 6    | IP            | 2             | 0             | Stř.P                | 4                    | 0                    | 34     | 6      |
| 1936    | Řím         | Serie A   | 7      | 0    | -             | 0             | 0             | -                    | 0                    | 0                    | 7      | 0      |
| 1937/38 | Asti        | Serie C   | 20     | 2    | -             | 0             | 0             | -                    | 0                    | 0                    | 20     | 2      |
| 1938/39 | Alessandria | Serie B   | 3      | 2    | -             | 0             | 0             | -                    | 0                    | 0                    | 3      | 2      |
| 1939/40 | Sanremese   | Serie B   | 3      | 0    | -             | 0             | 0             | -                    | 0                    | 0                    | 3      | 0      |
| Celkem  | Celkem      | Celkem    | 364    | 144  | -             | 3             | 8             | -                    | 6                    | 1                    | 373    | 153    |

## Hráčské úspěchy

### Reprezentační
- 1x na MP (1933-1935 - zlato)